# چوبک معما
چوبک معما (نام علمی: Conlephasma enigma) نام یک گونه از شاخه بندپایان است.